# Sissi (futbolista)
Sisleide Lima do Amor (2 de junio de 1967), generalmente conocida cuando Sissi, es una exfutbolista brasileña y entrenadora que jugó como un centrocampista de ataque. Se retiró en el FC Gold Pride de Estados Unidos e hizo parte de la Selección femenina de fútbol de Brasil.

## Juventud
Nacida en Esplanada, Brasil, Sissi empezó a jugar fútbol cuando tenía seis años con su hermano mayor Paulo y su padre. A los 14 años, se fue de su casa para jugar profesionalmente en Salvador, Brasil. Debuta con la selección brasileña cuando tenía 16 años.

## Trayectoria profesional

### Selección
Sissi fue parte del club EC Radar, que representó Brasil en un torneo de invitación de la FIFA en 1988 en Guangdong y acabó en tercer lugar. Sin embargo, en 1991 no pudo participar en la primera Copa Mundial Femenina de Fútbol puesto que su club no lo permitió.
Ganó el premio de bota de oro en la Copa Mundial de 1999 logrando marcar 7 goles, compartiendo el premio con la jugadora de China Sun Wen.